# Шекинская, Барат Габиб кызы
Барат Габиб (Хабиб) кызы Шекинская (азерб. Barat Həbib qızı Şəkinskaya; 28 июня 1914, Шуша — 14 января 1999 года) — азербайджанская и советская актриса театра и кино, Народная артистка Азербайджанской ССР (1949). Была замужем за Народным артистом СССР Мехти Мамедовым, мать киноактёра и театрального художника Эльчина Мамедова.

## Биография
Родилась 28 июня 1914 года в Шуше в знатной аристократической семье. Отец — Хабиб хан Шекинский, являлся потомком шекинских (по отцу) и карабахских (по матери) ханов. Её бабушка, по материнской линии, Гевхар-ханум была двоюродной сестрой азербайджанского писателя и драматурга Абдуррагим бека Ахвердиева. Впервые в 1920 году сыграла детскую роль в постановке «Шабих». Первое образование будущая актриса получила в Шуше. 21 августа 1920 года её мать Агджа-ханум вместе с детьми переехала в Агдам, а в 1923 году в Гянджу к своей старшей сестре Рахшенде-ханум, которая была замужем за Джафар-беем, представителем авторитетной в Гяндже фамилии Сафикюрдских ханов. 
В 1927 году она поступила в Педагогическую школу Гянджи. В 13 лет будущая актриса участвовала в женском драматическом кружке Гянджи. После окончания школы в 1930 году сразу же приступила к педагогической деятельности в селении Саркар.
В 1933 году была принята в труппу Тюркского рабочего театра Гянджи. С 1935 года играла в Азербайджанском академическом драматическом театре. Она стала первой азербайджанской актрисой, игравшей мужские роли. Запомнились сыгранная ей роль Кости в Гянджинском театре, а также сыгранная в 1934 году в Баку роль Наполеона. Актриса играла и детские роли. Последнюю свою детскую роль, роль семиклассницы Назлы в пьесе Рза Тахмасиба «Цветущие мечты» она сыграла в 37 лет.
В 1935 году по инициативе народного артиста Азербайджана Мустафы Марданова она стала участвовать в радиопередачах.
В 1940 году получила звание Заслуженной артистки Азербайджанской ССР, а в 1949 году стала Народной артисткой Азербайджанской ССР.
В 1974 году награждена Почётной Грамотой Президиума Верховного Совета Азербайджанской ССР (1974).
Скончалась 13 января 1999 года в Баку.

### Семья
Барат Шекинская трижды вышла замуж.
- В 1931 году вышла замуж за режиссёра Мирибрагима Гамзаева, в браке с которым у пары в 1932 году родилась дочь Солмаз Гамзаева, которая позже стала также режиссёром. В 1933 году пара развелась.
- В 1936 году Барат выходит замуж за Шамси Бадалбейли, режиссёра академического театра. У пары родилась дочь Ровшана Бадалбайли. Они развелись в 1943 году, после чего Барат возвратилась в Гянджу.
- В 1944 году вышла замуж за главного режиссёра Государственного драматического театра Гянджи Мехти Мамедова. В 1946 году у пары родился сын Эльчин Мамедов, киноактёр и театральный художник, (исполнитель роли Караджа Чобана в фильме «Деде Коркуд»)[7].

- Барат Шакинская является двоюродной сестрой журналиста и писателя Надира Сафиева и двоюродной тётей деятеля киноиндустрии Расима Даргях-заде.

## Фильмография
- 1955 — Встреча — Шовкет
- 1956 — Не та, так эта — Сенем[8]
- 1957 — Под знойным небом — жена Сардарова
- 1958 — Тени ползут — секретарша
- 1961 — Странная история — Тукязбан
- 1962 — Телефонистка — мать Закира
- 1978 — Мужчина в доме[азерб.] — мать Ровшана
- 1980 — Его бедовая любовь — бабушка

## Память
- В 2014 году в Баку отметили 100-летний юбилей Барат Шекинской[9].

## См.также
- Женщины в Азербайджане

## Внешние ссылки
- Рамиль Алекперов. Barat Şəkinskaya (азерб.). Архивировано 31 декабря 2012 года.